# Rue du Foin-Saint-Jacques
La rue du Foin-Saint-Jacques ou plus simplement rue du Foin est une ancienne rue de Paris, aujourd'hui disparue. Elle était située dans l'ancien 11e arrondissement (actuellement 5e arrondissement, quartier de la Sorbonne). Elle a disparu lors du percement du boulevard Saint-Germain.

## Situation
Elle était située dans le quartier de la Sorbonne (ancienne section de Chalier). Longue de 171 m, cette rue commençait aux 48-50, rue Saint-Jacques et finissait aux 53-55, rue de la Harpe. La rue Boutebrie y aboutissait. Elle était située dans l'ancien 11e arrondissement.
Les numéros de la rue étaient rouges. Le dernier numéro pair était le no 30 et le dernier numéro impair était le no 27.

## Historique
Vers 1280-1300, elle est citée dans Le Dit des rues de Paris, de Guillot de Paris, sous la forme « rue o Fain ». En 1332, elle devient « rue de la Fennerie ». En 1383, elle est dénommée « rue aux Moines de Cernay » parce que les abbés des Vaux de Cernay y avaient leur hôtel.
En 1370, le collège de maître Gervais, ou de Notre-Dame-de-Bayeux, est fondé dans la rue à l'angle avec la rue Boutebrie,. Un décret impérial du 3 thermidor an XIII (22 juillet 1805) affecte les anciens bâtiments du collège à une caserne d'infanterie.
Elle est citée sous le nom de « rue du Foing » dans un manuscrit de 1636.
En 1851, la rue du Foin fusionne avec la rue des Noyers en épousant le nom de cette dernière.
La rue des Noyers est supprimée lors du percement du boulevard Saint-Michel et du boulevard Saint-Germain. La partie nord du jardin du musée de Cluny occupe l'emplacement de l'ancienne rue du Foin.

## Bâtiments remarquables et lieux de mémoire

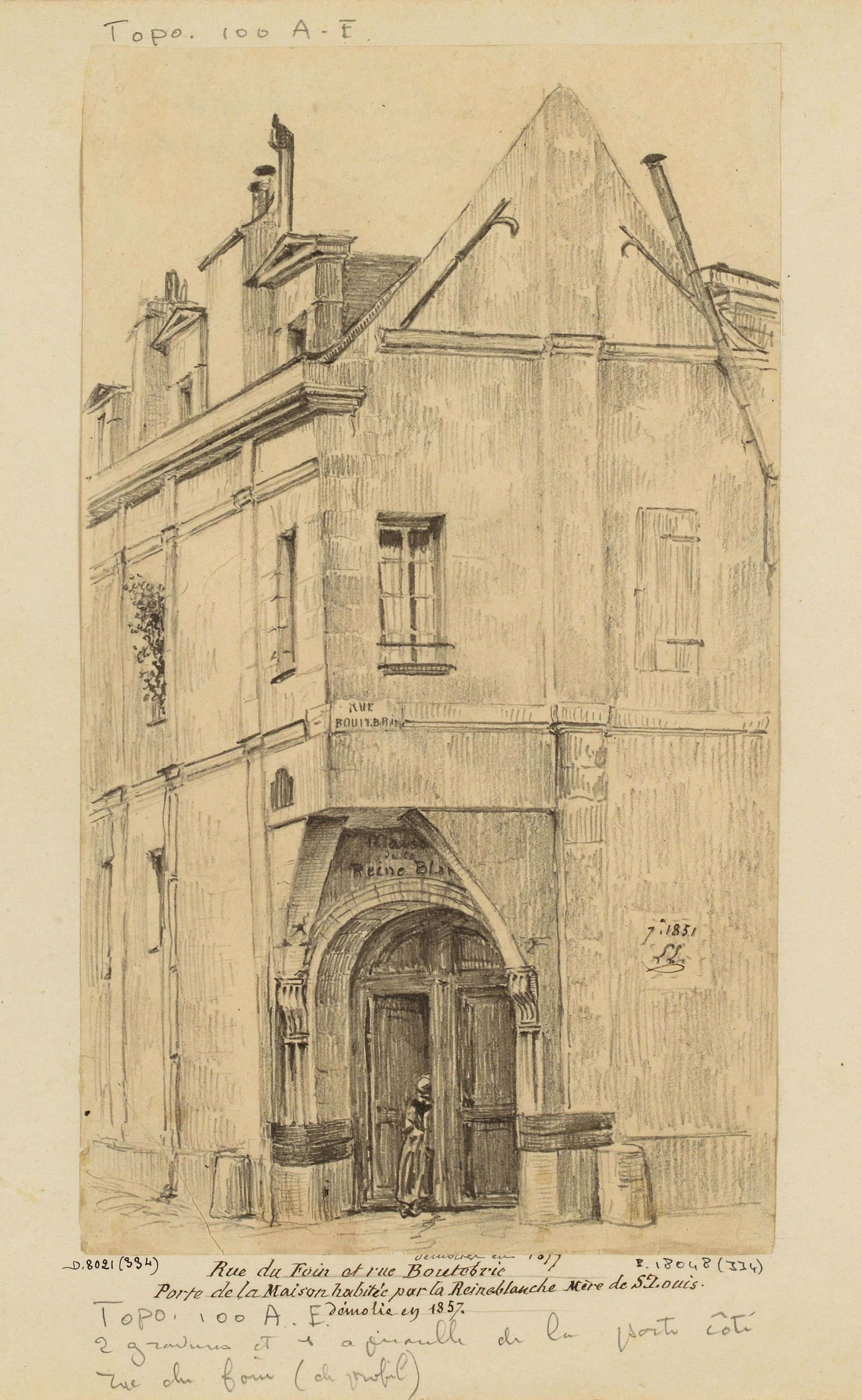
Entrée de la maison dite de la Reine Blanche, au coin de la rue Boutebrie

* Au no 6  se trouvait l'Imprimerie J. Grand où furent imprimées les éditions du journal L'Ami du peuple de Marat.
- Au no 11 se trouvait le libraire Chez Saintin[8].
- Au no 14, à l’angle avec la rue Boutebrie, était situé un hôtel à l’appellation fantiste de hôtel de la Reine Blanche. Il paraissait être du XIIIe siècle, mais était en fait l’hôtel de Marle, construit au début du XVIe siècle, et démoli en 1857, après avoir été une pension de demoiselles.[réf. nécessaire].
- Au no 16 était sis le collège de maître Gervais qui, transformé, devint la caserne de maître Gervais également appelée, caserne de Gervais et caserne de la rue du Foin et qui était occupée par l'infanterie[réf. nécessaire].
- Au no 17 était installé le graveur et marchand d'estampes Étienne Jehandier Desrochers.
- À l'angle de la rue du Foin-Saint-Jacques et de la rue de la Harpe se trouvait l'atelier de fabrication de sphères, globes et autres instruments scientifiques de Jean-Baptiste Fortin (1740-1817), géographe du roi[réf. nécessaire].
- Laurent Durand, éditeur de Denis Diderot et un des 4 éditeurs de l'Encyclopédie. cf. Catalogue des livres imprimés, ou qui se trouvent en nombre chez Durand, rue du Foin, en entrant par la rue S. Jacques, la premiere porte cochere à droite, à Saint Landry, 15 p, 1754 ; comprenez Rue Saint-Jacques à l'enseigne de Saint Landry & du griffon comme il n'y avait alors pas de numéros de rue.